# Стратмор (Алберта)
Стратмор (енгл. Strathmore) је варошица у јужном делу канадске провинције Алберта, у оквиру статистичке регије Велики Калгари. Налази се 40 км источно од Калгарија на деоници трансканадског ауто-пута. 
Насеље је основано 1883. неких 6,5 км северније од данашње локације. Статус варошице насеље је добило 1911. године.
Према резултатима пописа становништва из 2011. у вароши је живело 12.305 становника што је за 19,7% више у односу на бројку од 10.280 житеља колико је регистровано на попису 2006. године.
Привредну основу града чини пољопривреда, а тренутно се истражују лежишта нафте и природног гаса у околини.

## Становништво
| 1996. | 2001. | 2006.  | 2011.  |
| ----- | ----- | ------ | ------ |
| 5.282 | 7.621 | 10.225 | 12.305 |